# José Miguel González Marcén
José Miguel González Marcén (Madrid, 1952 - Barcelona, 12 de noviembre de 2024)más conocido por su seudónimo Onliyú, fue un guionista de cómics, traductor y crítico literario español.

## Biografía
De joven se mudó a Barcelona y en 1975 se licenció en filología hispánica en la Universidad Autónoma de Barcelona. Seguidamente, entró en contacto con los autores de la llamada «movida barcelonesa», junto a Nazario Luque, Javier Mariscal, Montesol, Ceesepe o Max, entre otros, acabando convirtiéndose en uno de los miembros más destacados de este grupo.
En 1979 dirigió la revista Globo para incorporarse seguidamente al equipo de la revista de cómic underground El Víbora, que nacía a finales de ese mismo año. Durante gran parte de la década de los años 1980 fue redactor jefe y escribió los guiones de muchas de las series que fueron publicadas. Colaboró así con dibujantes como Martí (La edad contemporánea), Laura Pérez Vernetti (Las vidas imaginarias de Schwob), Pepe Boada (Los felices 90) o Juan Moreno (Venganza).
En 2005 publicó con la editorial Glénat, Onliyú, Memorias del underground barcelonés, las memorias de su vida durante su época underground en la Barcelona en los años 1980.
Aparece en Barcelona era una fiesta (Underground 1970-1983) documental de Morrosko Vila-San-Juan y en Sólo para supervivientes (2013), documental dirigido por Guillermo A. Chaia y Javier R. Cortés que narra la historia de la revista de cómics El Víbora. En el documental aparecen Josep Maria Berenguer, Francesc Capdevila, Mauro Entrialgo, Javier Mariscal, Miguel Ángel Martín, Hernán Migoya, Nazario y Sergi Puertas.
Durante la pandemia de Covid-19 participó en la edición del aniversario de El Víbora para supervivientes y en la revista Lardín junto a Felipe Borrallo, Baxter, Josep María Beà, Vallés, Max, Isa Feu, Miguel Gallardo, Martí, Javier Pérez Andújar, Rubén Lardín, Sergi Puertas, Calpurnio y Flavita Banana, entre otros creadores.
Falleció el 12 de noviembre de 2024 a los 72 años en Barcelona.

## Obra

### Series
- 1980 - La Edad Contemporánea (El Víbora). Dibujoss: Martí, Carulla.
- 1989 - Cuentos del vampiro (El Víbora). Dibujoss: Carratalá
- 1990 - Los felices 90 (El Víbora). Dibujos: José Pérez Boada
- 1991 - Refrenillos (Makoki). Dibujos: Garcés

### Monografías
- 1976 - Nasti de plasti (Mandrágora)
- 1991 - Venganza (La Cúpula, Colección X nr. 46). Dibujos: Moreno
- 1999 - Las habitaciones desmanteladas (Ediciones de Ponent). Junto con Felipe Hernández Cava, Laura, G.M, Lo Duca.
- 2019 - Las vidas imaginarias de Schwob. Dibujos:Laura Pérez Vernetti (Luces de Gálibo)

### Libros
- 1979 - Me parece que nos atacan (Libro de relatos)
- 1981 - Así hicimos penultimatum (diario de trabajo sobre la obra Penultimátum, de Tossal Teatre)
- 1992 - Taxi!
- 2005 - Memorias del underground barcelonés (Onliyú). Glénat Editions, 2005.